# August Karl Krönig
August Karl Krönig (Schildesche, Bielefeld, Westphalia, 20 setembre 1822 - Berlín, 5 juny 1879) fou un químic i físic alemany que reactivà el 1856, amb un curt article, la teoria cinètica dels gasos.
Kröning era el sisè fill, de set germans, d'un pastor protestant. El 1839, després d'acabar el seu batxillerat, assistí a la Universitat de Bonn, durant tres semestres, per estudiar idiomes orientals. En 1840 anà a la Universitat de Berlín on canvià d'estudis i enfocà el seu interès cap a la física, la química i les matemàtiques. Es doctorà el 1845 amb una tesi sobre les sals de cromat (De acidi chromici salibus crystallinus). Després ensenyà a dues escoles de Berlín, el Realgymnasium a Cölln i la Königliche Realschule que depenia del Friedrich-Wilhelms-Gymnasium. En 1861 es veié obligat a jubilar-se anticipadament per raons de salut i passà aser un home oblidat.
En 1851 Kronig edità els tres volums del Journal für Physik und Physikalische Chemie des Auslandes en vollständigen Übersichten, que permeté la introducció d'articles estrangers traduïts a l'alemany. En 1856 publicà un article sobre la teoria cinètica dels gasos, convertint-se així en un dels pioners de la mecànica estadística i termodinàmica al costat de Rudolf Clausius, James Clerk Maxwell i Ludwig Boltzmann. En l'article es fa ressò de l'article de John James Waterston del 1851 sobre el tema, i es basà en ell. Kröning suposà que les molècules d'un gas no oscil·len al voltant de posicions d'equilibri definides, ans al contrari, es mouen amb velocitat constant en línies rectes fins que xoquen contra altres molècules o amb alguna superfície impermeable. A partir d'aquest supòsit, Krönig desenvolupà una teoria simple semblant a la que ja havien desenvolupat de John Herapath (1790-1868) i James Prescott Joule (1818-1819), però que no havien tengut acceptació. L'èxit de Krönig fou degut a que era professor de la Realschule de Berlín i membre destacat de la Physikalische Gessellschaft, un dels cinquanta fundadors el 1845 i secretari el 1848. Aquest treball de Krönig fou considerat per Clausius que desenvolupà una teoria més complexa.